# Patinatori în Bois de Boulogne
Patinatori în Bois de Boulogne este o pictură peisagistică în ulei pe pânză realizată de Auguste Renoir în timpul iernii din 1868. Pictura descrie un peisaj de iarna cu mulți parizieni, tineri și bătrâni, petrecându-și  timpul liber pe un lac înghețat. Din cauza puternicei aversiuni pe care Renoir o avea față de temperaturile scăzute și de zăpadă, tabloul este unul dintre puținele ale sale care înfățișează peisaje de iarnă.

## Context
Pierre-Auguste Renoir (1841–1919) i-a întâlnit pentru prima dată pe pictorii peisagiști Alfred Sisley (1839–1899), Claude Monet (1840–1926) și pe pictorul portretist Frédéric Bazille (1841–1870) la studioul de artă al artistului elvețian Charles Gleyre în 1861. Pe lângă prietenia lor, toți s-au dovedit că au influențat opera lui Renoir. În următorii câțiva ani, Renoir a participat la École des Beaux-Arts. A expus pentru prima dată o pictură mare la Salon în 1863, dar și-a distrus opera. În același an, Renoir locuia într-un studio cu Bazille, care i l-a prezentat lui Paul Cézanne (1839–1906) și Camille Pissarro (1830–1903).
Un tablou timpuriu, Taverna mamei Anthony (1866), reprezintă pentru Renoir „una dintre cele mai plăcute amintiri” din viața sa aflat alături de prieteni la un han din sat. Se mutase de curând în satul Chailly, lângă Marlotte și pădurea Fontainebleau, și a început să lucreze cu modelul Lise Tréhot, care a pozat pentru el între 1866 și 1872. Renoir a început să picteze la La Grenouillère, o stațiune populară în rândul clasei de mijloc, cu o sală de dans plutitoare, la sfârșitul anului 1868. La fel ca Monet și alți câțiva impresioniști, Renoir a lucrat în aer liber, pictând în aer liber, dar spre deosebire de Monet, care era cunoscut pentru că picta în frig și zăpadă, lui Renoir nu îi plăceau temperaturile reci. Ani mai târziu, el i-a spus negustorului de artă Ambroise Vollard că nu suportă frigul: „Dar, chiar dacă poți suporta frigul, de ce să pictezi zăpada? Este o pacoste a Naturii.” Deși nu se cunoaște când au început simptomele sale, Renoir era cunoscut că suferea de artrită reumatoidă cel puțin dinainte de 1892, o afecțiune care i-a restricționat sever realizările artistice la sfârșitul vieții.

## Descriere
Renoir, care avea atunci 26 de ani, a pictat Patinatori în Bois de Boulogne din parcul public Bois de Boulogne din Paris en plein air în timpul lunii reci de iarnă din ianuarie 1868. Relatările din ziare ale vremii au înregistrat temperaturi de îngheț care le-au permis oamenilor să meargă pe Sena și să patineze pe gheață pe râuri și pâraie.Din cauza antipatiei lui Renoir față de temperaturile reci, acesta este unul dintre puținele peisaje de iarnă pe care le-a finalizat, în afară de câteva studii minore. La momentul picturii, parcul în sine era relativ nou, construcția începută în 1852 în cadrul unui program de lucrări publice condus de Georges Eugène Haussmann sub conducerea lui Napoleon al III-lea. Bois de Boulogne a fost finalizat în 1858.
Se crede că scena a fost pictată lângă Lac pour le patinage (Lacul pentru patinaj), un lac artificial. Renoir a ales parcul pentru că prefera să picteze mulțimile. Pictura are o calitate neterminată, asemănătoare unei schițe, în stilul unei poșade, dar pensula este îndrăzneață și compoziția pe deplin realizată. Scena reprezintă partea de vest a parcului, folosind o perspectivă ridicată. Tema evocă peisaje mai vechi de patinaj neerlandez, făcute populare de pictori precum Hendrick Avercamp (1585–1634). În tablou pot fi văzuți mai mulți câini, reflectând interesul tematic al lui Renoir pentru viața burgheziei pariziene. Motivul agrementului social descris în piesă va ajunge să definească opera ulterioară a lui Renoir.

## Alte lucrări

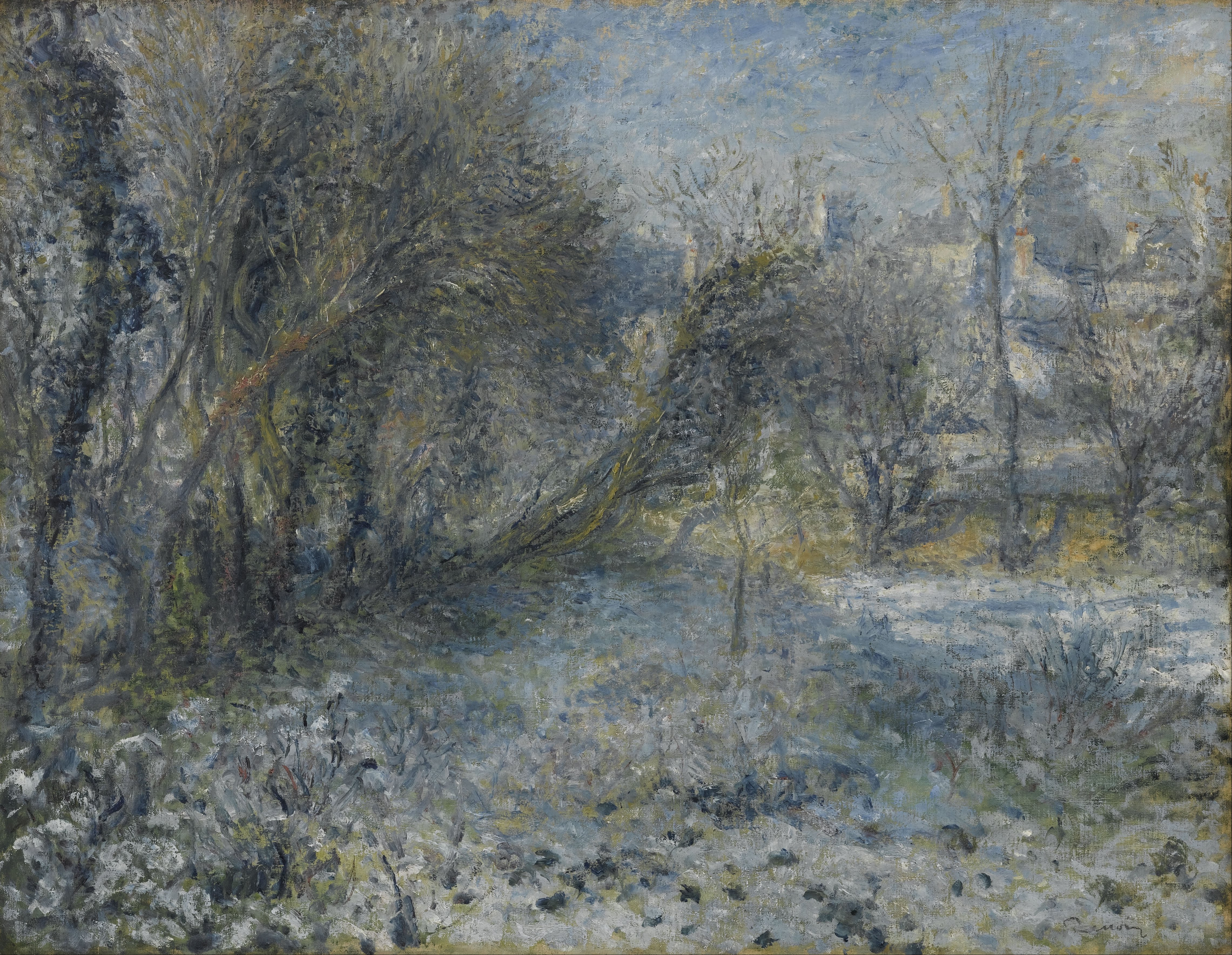
Peisaj înzăpezit (1870–1875), Musée de l'Orangerie, Paris

Există cel puțin patru peisaje de zăpadă cunoscute realizate de Renoir: Patinatori în Bois de Boulogne (1868); Peisaj de iarnă (1868); Peisaj înzăpezit (1870–1875); și o altă lucrare, de asemenea, intitulată Peisaj înzăpezit (1875). Pe lângă Patinatori în Bois de Boulogne, Renoir va reveni la imaginile din Bois de Boulogne ani mai târziu cu un tablou mare numit Călătoria de dimineață (1873), alternativ intitulată Madame Henriette Darras, care a fost respinsă de Salon în acel an.

## Proveniență
tabloul se află în prezent în colecția privată de artă a lui William I. Koch, care a împrumutat lucrarea pentru expoziție către Muzeul de Arte Frumoase din Boston în 2005.[12] Proprietarii anteriori includ:  Previous owners include:
- Ambroise Vollard
- Marchizul de Northampton
- Richard L. Feigen & Co.